# Ідмон
Ідмо́н (грец. Ἴδμων) — віщун, син Аполлона й Астерії (варіант: Кірени), подорожував з аргонавтами, попри те, що йому пророкували смерть у цій подорожі. 
Помер на землі маріандян від укусу змії (за другою версією — від хвороби, за третьою — роздертий диким кабаном). Коли мегарці заснували Гераклею Понтійську, вони, за велінням Аполлона, спорудили Ідмонові гробницю і шанували його як покровителя.